# فهرست نسخه‌های مایکروسافت ویندوز
این مقاله فهرست‌ها و پیوندهایی از نسخه‌های گوناگون مایکروسافت ویندوز است.

## نسخه‌های کامپیوترهای شخصی
در این بخش، نسخهٔ کارخواهِ ویندوز، نسخه‌ای است که می‌تواند خریداری شود و سپس روی رایانه‌های شخصی (رایانه‌های رومیزی، لپ‌تاپها و ایستگاه‌های کاری) نصب شود یا با این رایانه‌ها خریداری شود.
| نام                              | تاریخ انتشار             | شمارهٔ نسخه | ویرایش‌ها |
| -------------------------------- | ------------------------ | --- | --- |
| ویندوز ۱۱                        | ۲۴ ژوئن ۲۰۲۱             | ان‌تی ۱۱٫۰ | - ویندوز ۱۱ - ویندوز ۱۱ پرو (به انگلیسی: Windows 11 Pro) - ویندوز ۱۱ اصلی (به انگلیسی: Windows 11 Home)\|- |
| ویندوز ۱۰ اکس                    | منتشر نشده اما ساخته شده | ان تی ۱۰X - ویندوز ۱۰X - ویندوز ۱۰X پرو (به انگلیسی: Windows 10 Pro) - ویندوز ۱۰X خانگی (به انگلیسی: Windows 10 Home) | |
| ویندوز ۱۰                        | ۱ اکتبر ۲۰۱۴             | ان‌تی ۱۰٫۰ | - ویندوز ۱۰ - ویندوز ۱۰ پرو (به انگلیسی: Windows 10 Pro) - ویندوز ۱۰ خانگی (به انگلیسی: Windows 10 Home) - ویندوز ۱۰X سازمانی (به انگلیسی: Windows 10 Enterprise) |
| ویندوز ۸٫۱                       | ۱۸ اکتبر ۲۰۱۳            | ان‌تی ۶٫۳ | - ویندوز ۸٫۱ خانگی (به انگلیسی: Windows 10 Home) - ویندوز ۸٫۱ پرو (به انگلیسی: Windows 8.1 Pro) - ویندوز ۸٫۱ سازمانی (به انگلیسی: Windows 8.1 Enterprise) |
| ویندوز ۸                         | ۲۶ اکتبر ۲۰۱۲            | ان‌تی ۶٫۲ | - ویندوز ۸ خانگی (به انگلیسی: Windows 8 home) - ویندوز ۸ پرو (به انگلیسی: Windows 8 Pro) - ویندوز ۸ سازمانی (به انگلیسی: Windows 8 Enterprise) |
| ویندوز ۷                         | ۲۲ اکتبر ۲۰۰۹            | ان‌تی ۶٫۱ | - ویندوز ۷ خانگی ابتدایی (به انگلیسی: Windows 7 Home Basic) - ویندوز ۷ خانگی ویژه (به انگلیسی: Windows 7 Home Premium) - ویندوز ۷ پروفشنال (پرو) (به انگلیسی: Windows 7 Professional) - ویندوز ۷ سازمانی (به انگلیسی: Windows 7 Enterprise) - ویندوز ۷ نهایی (به انگلیسی: Windows 7 Ultimate) - Windows Thin PC ویرایش‌های ویندوز ۷ را ببینید    |
| ویندوز ویستا                     | ۳۰ ژانویه ۲۰۰۷           | ان‌تی ۶٫۰ منسوخ شده | - ویندوز ویستا خانگی ویژه (به انگلیسی: Windows Vista Home Premium) - ویندوز ویستا تجاری (به انگلیسی: Windows Vista Business) - ویندوز ویستا سازمانی (به انگلیسی: Windows Vista Enterprise) - ویندوز ویستا نهایی (به انگلیسی: Windows Vista Ultimate) ویرایش‌های ویندوز ویستا را ببینید                                                           |
| ویندوز اکس‌پی                     | ۲۵ اکتبر ۲۰۰۱            | ان‌تی ۵٫۱ | - ویندوز اکس‌پی آغازگر (به انگلیسی: Windows XP Starter) - ویندوز اکس‌پی خانگی(به انگلیسی: Windows XP Home) - ویندوز اکس‌پی پروفشنال (پرو) (به انگلیسی: Windows XP Professional) - ویندوز اکس‌پی حرفه‌ای ۶۴بیتی - ویندوز پایه برای رایانه‌های آموزشی (به انگلیسی: Windows Fundamentals for Legacy PCs) (۸ ژوئیه ۲۰۰۶) ویرایش‌های ویندوز اکس‌پی را ببینید |
| ویندوز ام‌ای                      | ۱۴ سپتامبر ۲۰۰۰          | ۴٫۹۰ | |
| ویندوز ۲۰۰۰                      | ۱۷ فوریه ۲۰۰۰            | ان‌تی ۵٫۰ | حرفه‌ای |
| ویندوز ۹۸                        | ۲۵ ژوئیه ۱۹۹۸            | ۴٫۱۰ | - ویندوز ۹۸ - ویندوز ۹۸ ویرایش دوم (۲۳ آوریل ۱۹۹۹) |
| ویندوز ان‌تی ۴٫۰                  | ۲۴ اوت ۱۹۹۶              | ان‌تی ۴٫۰ | ویندوز ان‌تی ۴٫۰ ایستگاه کاری |
| ویندوز ۹۵                        | ۲۴ اوت ۱۹۹۵              | ۴٫۰۰ | - ویندوز ۹۵ - ویندوز 95 SP1 (۳۱ دسامبر ۱۹۹۵) - ویندوز 95 OSR1 (۱۴ فوریه ۱۹۹۶) - ویندوز 95 OSR2 (۲۴ اوت ۱۹۹۶) - ویندوز ۹۵ مکمل USB برای OSR2 (27 اوت ۱۹۹۷) - ویندوز 95 OSR2.۱ (۲۷ اوت ۱۹۹۷) - ویندوز 95 OSR2.۵ (۲۶ نوامبر ۱۹۹۷) |
| ویندوز ان‌تی ۳٫۵۱                 | ۳۰ مه ۱۹۹۵               | ان‌تی ۳٫۵۱ | ویندوز ان‌تی ۳٫۵۱ ایستگاه کاری |
| ویندوز ان‌تی ۳٫۵                  | ۲۱ سپتامبر ۱۹۹۴          | ان‌تی ۳٫۵۰ | ویندوز ان‌تی ۳٫۵ ایستگاه کاری |
| ویندوز ۳٫۲                       | ۲۲ نوامبر ۱۹۹۳           | ۳٫۲ | تنها برای چینی ساده شده |
| ویندوز برای ایستگاه‌های کاری ۳٫۱۱ | نوامبر ۱۹۹۳              | ۳٫۱۱ | — |
| ویندوز ان‌تی ۳٫۱                  | ۲۷ ژوئیه ۱۹۹۳            | ان‌تی ۳٫۱۰ | ویندوز ان‌تی ۳٫۱ |
| ویندوز ۳٫۱                       | آوریل ۱۹۹۲               | ۳٫۱۰ | - ویندوز ۳٫۱ - ویندوز ۳٫۱ برای ایستگاه‌های کاری (اکتبر ۱۹۹۲) |
| ویندوز ۳٫۰                       | ۲۲ مه ۱۹۹۰               | ۳٫۰۰ | — |
| ویندوز ۲٫۱۱                      | ۱۳ مارس ۱۹۸۹             | ۲٫۱۱ | - ویندوز/۲۸۶ - ویندوز/۳۸۶ |
| ویندوز ۲٫۱۰                      | ۲۷ مه ۱۹۸۸               | ۲٫۱۰ | - ویندوز/۲۸۶ - ویندوز/۳۸۶ |
| ویندوز ۲٫۰                       | ۹ دسامبر ۱۹۸۷            | ۲٫۰ | — |
| ویندوز ۱٫۰۴                      | آوریل ۱۹۸۷               | ۱٫۰۴ | — |
| ویندوز ۱٫۰۳                      | اوت ۱۹۸۶                 | ۱٫۰۳ | — |
| ویندوز ۱٫۰۱                      | ۲۰ نوامبر ۱۹۸۵           | ۱٫۰۱ | — |

## نسخه سرور
| نام                  | تاریخ انتشار  | شماره نسخه | ویرایش‌ها |
| -------------------- | ------------- | ---------- | --- |
| ویندوز سرور ۲۰۱۲ آر۲ | ۲۰۱۳          | ان‌تی ۶٫۳   | - ویندوز سرور ۲۰۱۲ آر۲ پایه (به انگلیسی: Windows Server 2012 R2 Foundation) - ویندوز سرور ۲۰۱۲ آر۲ اساسی (به انگلیسی: Windows Server 2012 R2 Essentials) - ویندوز سرور ۲۰۱۲ آر۲ استاندارد (به انگلیسی: Windows Server 2012 R2 Standard) - ویندوز سرور ۲۰۱۲ آر۲ مرکزداده (به انگلیسی: Windows Server 2012 R2 Datacenter) |
| ویندوز سرور ۲۰۱۲     | ۲۰۱۲          | ان‌تی ۶٫۲   | - ویندوز سرور ۲۰۱۲ پایه (به انگلیسی: Windows Server 2012 Foundation) - ویندوز سرور ۲۰۱۲ اساسی (به انگلیسی: Windows Server 2012 Essentials) - ویندوز سرور ۲۰۱۲ استاندارد (به انگلیسی: Windows Server 2012 Standard) - ویندوز سرور ۲۰۱۲ مرکزداده (به انگلیسی: Windows Server 2012 Datacenter) - ویندوز سرور چند منظوره ۲۰۱۲ (به انگلیسی: Windows MultiPoint Server 2012) |
| ویندوز سرور ۲۰۰۸ آر۲ | ۲۰۱۰          | ان‌تی ۶٫۱   | - ویندوز سرور ۲۰۰۸ آر۲ پایه (به انگلیسی: Windows Server 2008 R2 Foundation) - ویندوز سرور ۲۰۰۸ آر۲ استاندارد (به انگلیسی: Windows Server 2008 R2 Standard) - ویندوز سرور ۲۰۰۸ آر۲ سازمانی (به انگلیسی: Windows Server 2008 R2 Enterprise) - ویندوز سرور ۲۰۰۸ آر۲ مرکزداده (به انگلیسی: Windows Server 2008 R2 Datacenter) - ویندوز سرور ۲۰۰۸ آر۲ برای سیستم‌های مبتنی بر پردازنده Itanium (به انگلیسی: Windows Server 2008 R2 for Itanium-based Systems) - ویندوز وب سرور ۲۰۰۸ آر۲ (به انگلیسی: Windows Web Server 2008 R2) - ویندوز ذخیره‌سازی سرور ۲۰۰۸ آر۲ (به انگلیسی: Windows Storage Server 2008 R2) - ویندوز HPC سرور ۲۰۰۸ آر۲ (به انگلیسی: Windows HPC Server 2008 R2) - ویندوز تجارت کوچک سرور ۲۰۱۱ (به انگلیسی: Windows Small Business Server 2011) - ویندوز چند منظوره سرور ۲۰۱۱ (به انگلیسی: Windows MultiPoint Server 2011) - ویندوز سرور خانگی ۲۰۱۱ (به انگلیسی: Windows Home Server 2011) - ویندوز چندمنظوره سرور ۲۰۱۰ (به انگلیسی: Windows MultiPoint Server 2010) |
| ویندوز سرور ۲۰۰۸     | ۲۰۰۸          | ان‌تی ۶٫۰   | - ویندوز سرور ۲۰۰۸ استاندارد (به انگلیسی: Windows Server 2008 Standard) - ویندوز سرور ۲۰۰۸ سازمانی (به انگلیسی: Windows Server 2008 Enterprise) - ویندوز سرور ۲۰۰۸ مرکزداده (به انگلیسی: Windows Server 2008 Datacenter) - ویندوز سرور ۲۰۰۸ برای سیستم‌های مبتنی بر پردازنده Itanium (به انگلیسی: Windows Server 2008 for Itanium-based Systems) - ویندوز سرور پایه ۲۰۰۸ (به انگلیسی: Windows Server Foundation 2008) - ویندوز سرور تجاری اساسی ۲۰۰۸ (به انگلیسی: Windows Essential Business Server 2008) - ویندوز HPC سرور ۲۰۰۸ (به انگلیسی: Windows HPC Server 2008) - ویندوز تجارت کوچک سرور ۲۰۰۸ (به انگلیسی: Windows Small Business Server 2008) - ویندوز ذخیره‌سازی سرور ۲۰۰۸ (به انگلیسی: Windows Storage Server 2008) - ویندوز وب سرور ۲۰۰۸ (به انگلیسی: Windows Web Server 2008) |
| ویندوز سرور ۲۰۰۳ آر۲ | ۲۰۰۶          | ان‌تی ۵٫۲   | - ویندوز تجارت کوچک سرور ۲۰۰۳ آر۲ (به انگلیسی: Windows Small Business Server 2003 R2) - ویندوز سرور ۲۰۰۳ آر۲ ویرایش وب (به انگلیسی: Windows Server 2003 R2 Web Edition) - ویندوز سرور ۲۰۰۳ آر۲ ویرایش استاندارد (به انگلیسی: Windows Server 2003 R2 Standard Edition) - ویندوز سرور ۲۰۰۳ آر۲ ویرایش سازمانی (به انگلیسی: Windows Server 2003 R2 Enterprise Edition) - ویندوز سرور ۲۰۰۳ آر۲ ویرایش مرکزداده (به انگلیسی: Windows Server 2003 R2 Datacenter Edition) - ویندوز سرور رایانش خوشه 2003 (CCS) (به انگلیسی: Windows Compute Cluster Server 2003 (CCS)) - ویندوز ذخیره‌سازی سرور (به انگلیسی: Windows Storage Server) - ویندوز خانگی سرور (به انگلیسی: Windows Home Server) |
| ویندوز سرور ۲۰۰۳     | ۲۰۰۳          | ان‌تی ۵٫۲   | - ویندوز سرور تجارت کوچک ۲۰۰۳ (به انگلیسی: Windows Small Business Server 2003) - ویندوز سرور ۲۰۰۳ ویرایش وب (به انگلیسی: Windows Server 2003 Web Edition) - ویندوز سرور ۲۰۰۳ ویرایش استاندارد (به انگلیسی: Windows Server 2003 Standard Edition) - ویندوز سرور ۲۰۰۳ ویرایش سازمانی (به انگلیسی: Windows Server 2003 Enterprise Edition) - ویندوز سرور ۲۰۰۳ ویرایش مرکزداده (به انگلیسی: Windows Server 2003 Datacenter Edition) - ویندوز ذخیره‌سازی سرور (به انگلیسی: Windows Storage Server) |
| ویندوز ۲۰۰۰          | ۱۷ فوریه ۲۰۰۰ | ان‌تی ۵٫۰   | - ویندوز ۲۰۰۰ سرور (به انگلیسی: Windows 2000 Server) - ویندوز ۲۰۰۰ پیشرفتهٔ سرور (به انگلیسی: Windows 2000 Advanced Server) - ویندوز ۲۰۰۰ مرکزدادهٔ سرور (به انگلیسی: Windows 2000 Datacenter Server) |
| ویندوز ان‌تی ۴٫۰      | ۲۹ ژوئیه ۱۹۹۶ | ان‌تی ۴٫۰   | - ویندوز ان‌تی ۴٫۰ سرور (به انگلیسی: Windows NT 4.0 Server) - ویندوز ان‌تی ۴٫۰ سرور سازمانی (به انگلیسی: Windows NT 4.0 Server Enterprise) - ویندوز ان‌تی ۴٫۰ ویرایش سرور پایانه (به انگلیسی: Windows NT 4.0 Terminal Server Edition) |
| ویندوز ان‌تی ۳٫۵۱     | ژوئن ۱۹۹۵     | ان‌تی ۳٫۵۱  | ویندوز ان‌تی ۳٫۵۱ سرور |
| ویندوز ان‌تی ۳٫۵      | سپتامبر ۱۹۹۴  | ان‌تی ۳٫۵۰  | ویندوز ان‌تی ۳٫۵ سرور |
| ویندوز ان‌تی ۳٫۱      | اوت ۱۹۹۳      | ان‌تی ۳٫۱۰  | ویندوز ان‌تی ۳٫۱ سرور پیشرفته |

## نسخه‌های دستگاه

### ابزارها
| نام                            | تاریخ انتشار              | شماره نسخه | ویرایشی از    | به‌فروشی می‌رسد با                                           |
| ------------------------------ | ------------------------- | ---------- | ------------- | ---------------------------------------------------------- |
| ویندوز آرتی ۸٫۱                | ۱۸ اکتبر ۲۰۱۳             | ان‌تی ۶٫۳   | ویندوز ۸٫۱    | تبلت‌ها بر پایهٔ ای‌آرام                                      |
| ویندوز آرتی                    | ۲۶ اکتبر ۲۰۱۲             | ان‌تی ۶٫۲   | ویندوز ۸      | تبلت‌ها بر پایهٔ ای‌آرام                                      |
| ویندوز ۷ آغازگر                | ۲۲ اکتبر ۲۰۰۹             | ان‌تی ۶٫۱   | ویندوز ۷      | لپ‌تاپ‌های کم هزینه در بازارهای نوظهور                       |
| ویندوز ویستا آغازگر            | ۳۰ ژانویه ۲۰۰۷            | ان‌تی ۶٫۰   | ویندوز ویستا  | لپ‌تاپ‌های کم هزینه در بازارهای نوظهور                       |
| ویندوز ایکس‌پی ویرایش تبلت      | نوامبر ۲۰۰۲               | ان‌تی ۵٫۱   | ویندوز ایکس‌پی | لوح‌رایانه قدیمی مایکروسافت                                 |
| ویندوز ایکس‌پی ویرایش مدیا سنتر | ۲۰۰۲، ۲۰۰۳، , ۲۰۰۴ و ۲۰۰۵ | ان‌تی ۵٫۱   | ویندوز ایکس‌پی | سینماهای خانگی رایانه‌ای ودستگاه‌های گیرنده دیجیتال تلویزیون |

### تلفن‌های هوشمند
- ویندوز ۱۰ موبایل
- ویندوز فون
  - ویندوز فون ۸٫۱
  - ویندوز فون ۸
  - ویندوز فون ۷٫۸
  - ویندوز فون ۷٫۵
  - ویندوز فون ۷
- ویندوز موبایل
  - ویندوز موبایل ۶٫۵ برای تلفن‌های هوشمند
  - ویندوز موبایل ۶٫۱ برای تلفن‌های هوشمند و پی‌دی‌ای
  - ویندوز موبایل ۶ برای تلفن‌های هوشمند و پی‌دی‌ای
    - ویندوز موبایل ۶ استاندارد برای تلفن‌های هوشمند
    - ویندوز موبایل ۶ کلاسیک برای پی‌دی‌ای بدون جی‌اس‌ام
    - ویندوز موبایل ۶ برای پی‌دی‌ای با جی‌اس‌ام

### سامانه‌های نهفته
- ویندوز امبدد
  - ویندوز امبدد ۸
  - ویندوز امبدد Automotive
  - ویندوز امبدد Industry
  - ویندوز امبدد کامپکت ۷
  - ویندوز ایکس‌پی امبدد
  - ویندوز ان‌تی ۴٫۰ امبدد
- ویندوز سی‌ای
  - ویندوز سی‌ای ۶٫۰ (۲۰۰۶)
  - ویندوز سی‌ای ۵٫۰ (۲۰۰۵)، با نسخه‌ای برای تلفن‌های هوشمند و پی‌دی‌ای‌ها که به عنوان ویندوز موبایل ۵٫۰ فروخته می‌شود
  - ویندوز سی‌ای ۴.2 (2004)، با نسخه‌ای برای تلفن‌های هوشمند و پی‌دی‌ای‌ها که به عنوان ویندوز موبایل ۲۰۰۳ اس‌ای فروخته می‌شود
  - ویندوز سی‌ای ۴.1 (2003)، با نسخه‌ای برای تلفن‌های هوشمند و پی‌دی‌ای‌ها که به عنوان رایانه جیبی ۲۰۰۳ فروخته می‌شود
  - ویندوز سی‌ای ۴.0 (2002)،  با نسخه‌ای برای تلفن‌های هوشمند و پی‌دی‌ای‌ها که به عنوان رایانه جیبی ۲۰۰۲ فروخته می‌شود
  - ویندوز سی‌ای ۳٫۰ (۲۰۰۰ ژوئیه)، با نسخه‌ای برای تلفن‌های هوشمند و پی‌دی‌ای‌ها که به عنوان رایانه جیبی ۲۰۰۰ فروخته می‌شود
  - ویندوز سی‌ای ۲٫۱۲ (۱۹۹۹ اوت)
  - ویندوز سی‌ای ۲٫۱۱ (۱۹۹۸ اکتبر)
  - ویندوز سی‌ای ۲٫۱ (۱۹۹۸ ژوئیه)
  - ویندوز سی‌ای ۲٫۰ (۱۹۹۷ نوامبر)
  - ویندوز سی‌ای ۱٫۰ (۱۹۹۵ نوامبر)